# ۱۶۴۴ (میلادی)
۱۶۴۴ میلادی چهل و چهارمین سال سده هفدهم گاه‌شماری میلادی است.

## رویدادها
- با خودکشی چونگ‌جن دودمان مینگ در چین منقرض شد.

## زادروزها
- ۲۵ سپتامبر – اوله رومر، اخترشناس دانمارکی (د. ۱۷۱۰)
- بیدل دهلوی، شاعر هندی فارسی‌سرای (د. ۱۷۲۰)

## درگذشت‌ها
- ۲۵ آوریل - چونگ‌جن، آخرین امپراتور دودمان مینگ (ز. ۱۶۱۱)
- ۳۰ دسامبر – ژان باپتیست ون هلمونت، شیمی‌دان بلژیکی (ز. ۱۵۷۷)

‎